# Sinan Erdem Dome
Der Sinan Erdem Dome (türkisch Sinan Erdem Spor Salonu) ist eine Mehrzweckhalle im Stadtteil Bakırköy der türkischen Metropole Istanbul. Neben der türkischen Basketballnationalmannschaft nutzen derzeit die Istanbuler Vereine Galatasaray und Beşiktaş Milangaz die Halle. Fenerbahçe Ülker, ein weiterer Basketballverein, zog inzwischen in die eigene Fenerbahçe Ülker Spor ve Etkinlik Salonu (13.500 Plätze) um. Die maximale Kapazität liegt bei Konzerten um die 22.500 Plätze, für Sportveranstaltungen sind es circa 16.500 Plätze. Die Halle ist damit die größte der Türkei und die drittgrößte Europas.

## Bauarbeiten und Fertigstellung
Obwohl mit dem Bau der Halle bereits 1993 begonnen wurde, wurde sie erst Ende 2009 fertiggestellt. Die Arena war ursprünglich als Sportstätte der Olympischen Spiele vorgesehen. Istanbuls Bewerbung für die Austragung war jedoch nicht von Erfolg gekrönt; daher kam es zu Finanzierungsschwierigkeiten. Dies und die Tatsache, dass sich in Istanbul bereits eine große Sportarena (Abdi İpekçi Arena) befand, führten dazu, dass der Bau zwar von außen größtenteils fertiggestellt, der Innenbau jedoch nicht über eine frühe Bauphase hinausgekommen war.

## Veranstaltungen
Die erste größere Veranstaltung in der Halle war die Basketball-Weltmeisterschaft 2010 der Herren, welche die USA mit einem Finalsieg gegen den Gastgeber Türkei (81:64) gewannen. Vom 12. bis 18. September 2011 war der Sinan Erdem Dome Austragungsort der Ringer-Weltmeisterschaften. Ende Oktober wurden dann die WTA Championships im Dome ausgespielt; es siegte die Tschechin Petra Kvitová, Wimbledon-Siegerin von 2011, die im Finale Wiktoryja Asaranka aus Belarus mit 7:5, 4:6, 6:3 bezwang. Das Saisonfinale im Damentennis wurde auch 2012 und 2013 in der Istanbuler Halle ausgetragen. Außerdem fanden vom 12. bis 16. Dezember 2012 die Kurzbahnweltmeisterschaften der Fina statt. 2012 wurde das Final Four der Basketball-EuroLeague 2011/12 in der Halle ausgetragen. Für 2017 wurde der Sinan Erdem Dome zum zweiten Mal als Austragungsort des Final Four der EuroLeague ausgewählt.
Infolge der Schließung und Abrisses der Abdi İpekçi Arena tragen Anadolu Efes und Galatasaray ihre Spiele der EuroLeague ab der Saison 2017/18 im Sinan Erdem Dome aus. Zur Saison 2024/25 zog Anadolu Efes in das neue Basketbol Gelişim Merkezi (deutsch Basketball-Entwicklungszentrum) der Türkiye Basketbol Federasyonu (TBF) um, dass auf dem Grund der Abdi İpekçi Arena gebaut wurde.

## Galerie

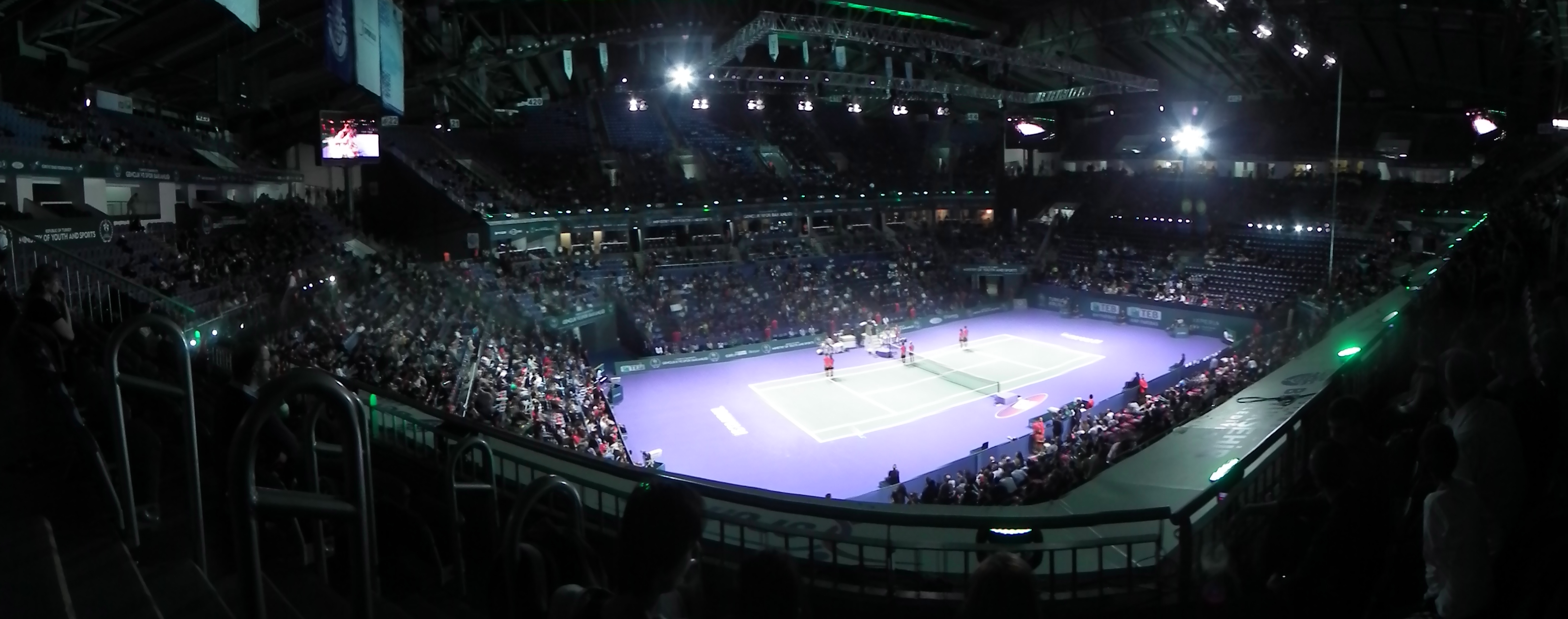
Innenraumpanorama während der WTA Championships 2011
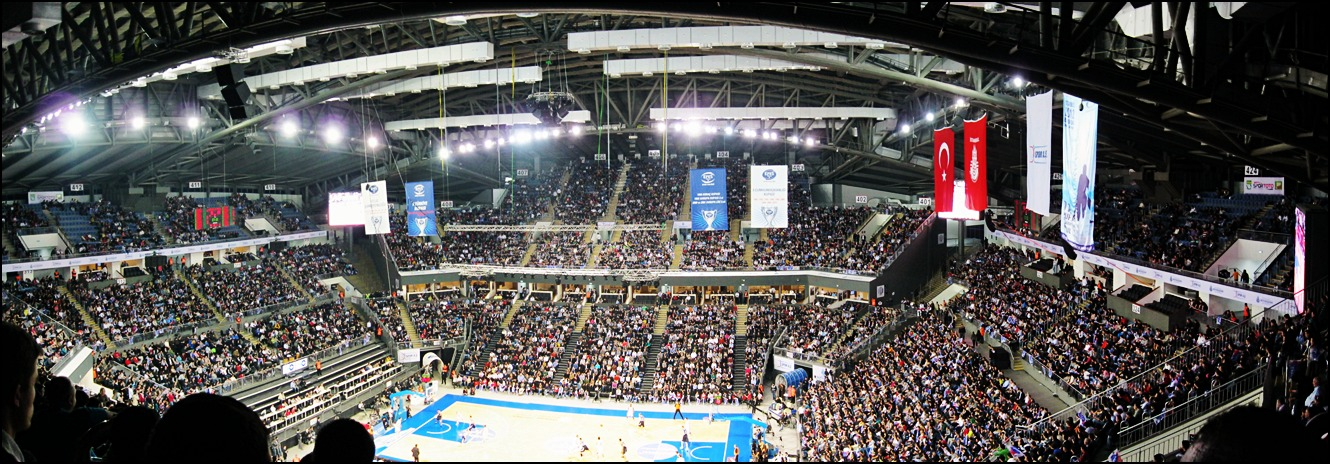
Weiteres Panorama im Sinan Erdem Dome